# Federico Bertozzi
Federico Bertozzi (Firenze, 31 gennaio 1970) è un drammaturgo e scrittore italiano.

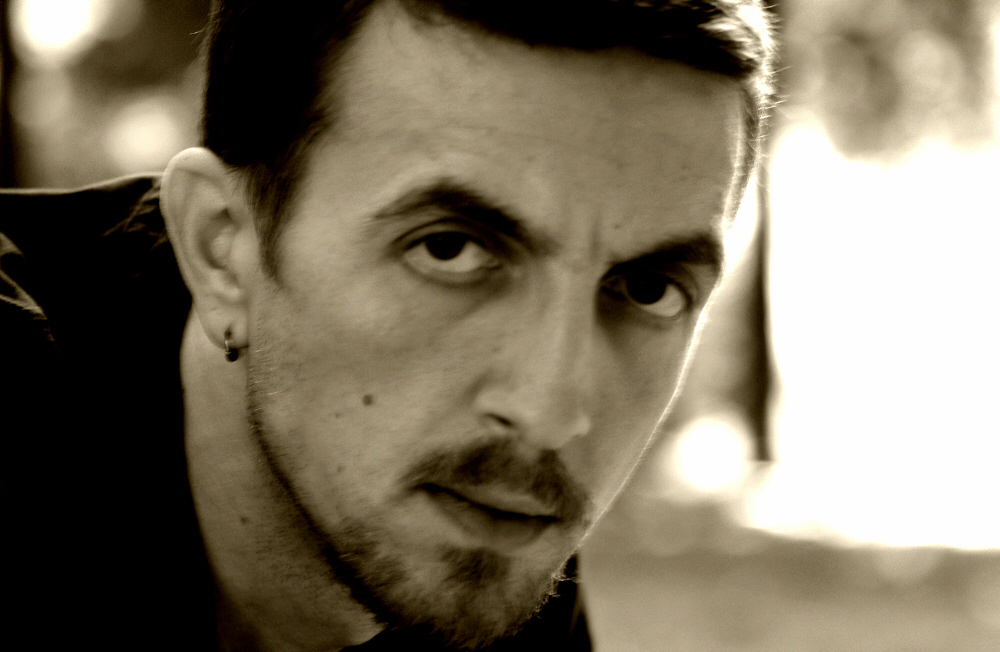

Ha vinto il Premio Flaiano 2002 per il dramma inedito e il Premio Città Palcoscenico 2004 per la drammaturgia all'interno di Operaestate Festival Veneto.
Diplomato nel 1998 alla Scuola d'Arte Drammatica Paolo Grassi di Milano durante la Presidenza di Renato Palazzi e la direzione didattica di Gabriele Vacis.

## Biografia artistica
Nel 1997, non ancora diplomato alla Paolo Grassi di Milano, viene scelto da Marco Baliani per interpretare un ruolo in Gioventù senza Dio di Ödön von Horváth, che in seguito girerà l'Europa per tre fortunate stagioni.
Nello stesso anno partecipa al progetto promosso dall'Ente Teatrale Italiano I Porti Del Mediterraneo sotto la direzione artistica di Marco Baliani e con lo spettacolo Giufà, Giuha, Gocha,Nastreddin Ocha di Maria Maglietta e Marco Baliani inizia un percorso attivo in quello che si definisce: il Teatro di narrazione. La lunga tournée del suo primo lavoro di carattere internazionale, abbraccia quasi tutta l'Europa meridionale e pone le basi per uno degli aspetti fondanti di quella che diventerà la sua poetica come autore: la narrazione teatrale e civile.
Negli anni di professione d'attore collabora con Armando Punzo nell'Eneide, all'interno del carcere di massima sicurezza, (1994); con Gabriele Vacis ne Le Fenicie (1997); con la Famiglia Carrara ne Le ridicolose gesta dello Zanni innamorato (una regia di Marcello Batoli del 1998): con Luciano Nattino ne Il Berretto a Sonagli (tre dizioni tra il 1998 e il 2000); con Maurizio Shmidt in Saulo di Tarso per la LV Festa Del Teatro Popolare di S.Miniato, 2001. 
E poi di nuovo con Maurizio Smidt nel 2002, con Marco Baliani e Giuseppe Cederna nel 2004, Con Marinella Anaclerio nel 2004, con Giorgio Zorcù nel 2005 e con UfoStudio nel 2008.
Nel 2000 scrive l'opera Malus Communis e inizia un percorso di scrittura per il teatro e per la narrativa, destinato a sostituire quasi interamente quello attorale.
Fatta eccezione delle opere Malus Communis e Chiara di notte, tutte le opere di Federico Bertozzi risultano rappresentate. I debutti di Un aquilone Viola, La seconda sorella, Il mirto e la luna e Il Paziente Orlando, si devono alla compagnia La Piccionaia/I Carrara di Vicenza. Gli eneadi ha debuttato grazie a una produzione della Compagnia delle Indie Occidentali.La favola della donna avvelenata e La regina dei Banditi, invece, sono una produzione di Mutamenti Compagnia Laboratorio [1] di Giorgio Zorcù e Sara donzelli che ne posseggono i diritti esclusivi di rappresentazione in italia. Un fiore senza mani, Un digiunatore, La matematica del silenzio, 40 giorni, sono debutti a cura di UfoStudio e hanno la particolarità di essere regie dello stesso Federico Bertozzi. Storia di un minuto è una produzione del Teatro Stabile di Grosseto, L'Amore di Milano è prodotto dalla Compagnia Teatro Sguardo Oltre Animals, invece appartiene al progetto S.I.T. Serie In Teatro e prodotto da un consorzio di compagnie.
Nel 2011 fonda Dummies Project, un movimento artistico indipendente, che si fonda sul linguaggio non verbale e sulla poetica del corpo in movimento e sulla forza espressiva di particolari “full masks”, nello specifico quelle definite “larvali” create da Jaques Lecoq. All'interno del progetto è autore, regista e performer.
Dal 2010 insegna Public speaking sia in ambito corporate, sia stabilmente presso l’Accademia 09 di Milano, dove è sia Responsabile Organizzativo e Gestionale sia Coordinatore del Corso Triennale di Doppiaggio.

## Cronologia delle opere
- Malus communis (2002), Premio Flaiano per la drammaturgia
- Un aquilone Viola (2003)
- La seconda sorella (2004), Premio Palcoscenico per la Drammaturgia
- Il mirto e la luna (2004)
- Gli eneadi (2004), scritto in collaborazione con Marinella Anaclerio
- Il paziente Orlando (2004)
- Quattro questioni (2004), saggio sul menadismo
- Chiara di notte (2005)
- Favola della donna avvelenata (2005)
- La regina dei banditi (2006)
- Un fiore senza mani (2007)
- Un digiunatore (2007)
- La matematica del Silenzio (2008)
- 40 giorni (2010)
- L'amore di Milano (2011)
- Animals (2013)
- Storia di un minuto (2014)
- Shakespeare horror dummies (2014)
- Intrusa (2015), sceneggiatura del film omonimo
- Alive (2019)
- Seconda sorella, romanzo, Europa Edizioni[2] (2024)

## Regia
Per sua stessa ammissione, il rapporto con la regia è stato sempre subordinato a quello di autore e, nella maggior parte dei casi, finalizzato all'allestimento di proprie opere su commissioni altrui. Piuttosto lunga la lista di debutti, tra i cui l'intera produzione del Dummies Project e Storia di un minuto prodotto dal Teatro Stabile di Grosseto, Annegati di Terra, di Roberto Faoro è prodotta dal Teatro Stabile di Belluno nel 2015.

## Cinema
La sua prima regia cinematografica è il medio metraggio intitolato Intrusa (40 min, b/n), del quale è anche autore, sceneggiatore e attore in una piccola parte. Il film si inscrive nel Progetto Interregionale Italia-Svizzera ECHI 2, etnografie per la valorizzazione del patrimonio immateriale. Interamente prodotto dalla Regione Piemonte e coordinato dall'Associazione Musei d'Ossola. Il film è girato nella Valle Formazza e si avvale di una forte collaborazione della comunità Walser, sia per gli aspetti scientifici delle tradizioni e delle liturgie descritte nel film, sia per la presenza di una cinquantina di comparse nei ruoli di loro stessi.

## Collaborazioni
- Tavole di un teatro viaggiante. Collaborazione alla drammaturgia di Titino Carrara e Laura Curino.

## Pubblicazioni
- Malus Communis, Editoriale Sette, Firenze 2002
- La regina dei banditi, Stampa Alternativa 2006 - edizione limitata
- Intrusa, Picture Book a cura dell'Associazione  Musei d'Ossola e Regione Piemonte, 2015
- Seconda sorella, romanzo, Europa Edizioni (2024)